# Християнська церква
Ця стаття є про християнську церкву як спільноту, про християнство як віровчення див. Християнство

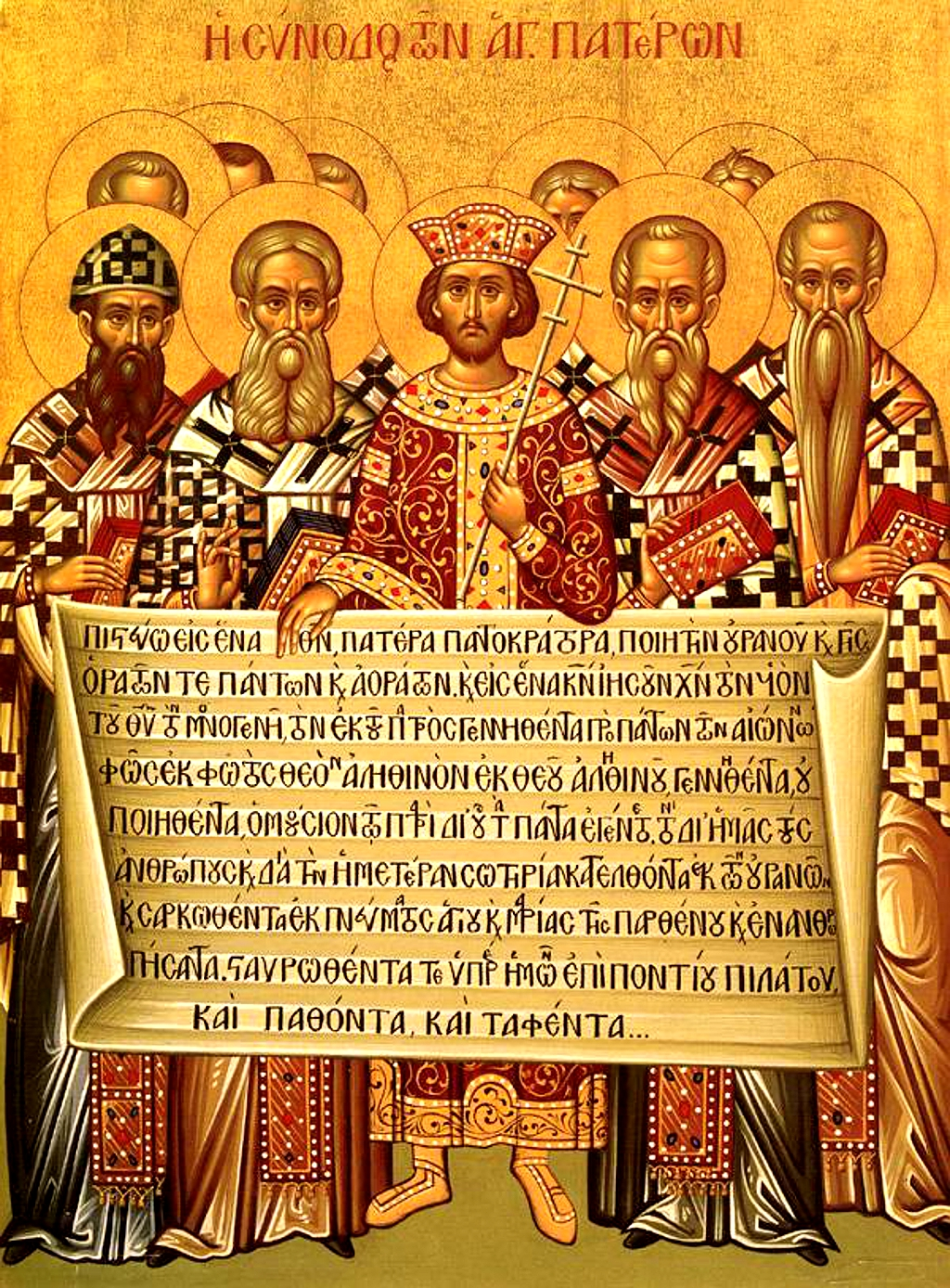
Ікона, що зображує святих отців Першого Нікейського собору (325), які тримають Нікейський символ віри (381)

Християнська церква (грец. Ἐκκλησία, дослівно — Зібрання або покликані) — у християнському розумінні це спільнота людей, які сповідують Ісуса Христа Богом і Спасителем від рабства дияволу і гріху.
Слідом за св. Павлом, християни вважають церкву «Тілом Ісуса Христа», зокрема через таїнство Причастя Тіла і Крові Господньої — таїнство єднання віруючих з Христом.
Розділ християнського богослов'я, що розвиває вчення про церкву називається еклезіологією. Християнське богослов'я розглядає церкву в єдності земної (видимої) та небесної (невидимої). Під земною церквою розуміють всіх християн, що живуть на землі, а також ієрархічну структуру церкви. Головою небесної церкви є Ісус Христос, як її засновник, до неї входять також святі християни, що відійшли у вічне блаженство, янголи та Діва Марія.
Церква розглядається християнами як найважливіший та необхідний інститут християнства. Відповідно до вчення Кипріана спасіння душі поза церквою вважається неможливим (лат. Extra Ecclesiam nulla salus — поза церквою немає спасіння). В цьому аспекті церква стає предметом християнської віри, зокрема Нікейський символ віри, що сповідується католицькою, православною та більшістю протестантськими церквами, включає такі слова:

| Вірую в єдину, святу, соборну, апостольську Церкву |

## Становлення церкви
Християнство виникло у I столітті в Юдеї, на той час провінції Римської Імперії, його засновником став Ісус з Назарета, який вважається християнами Сином Божим. Поява Ісуса Христа передбачалася багатьма пророками, про що зазначено у Старому Заповіті, а безпосередньо початку проповідування Ісуса передувала діяльність Івана Хрестителя, який, очікуючи Христа, проповідував і хрестив людей на річці Йордан з жовтня 27 р. н. е.
Богослови виділяють кілька етапів встановленням Христом Церкви. Ісус покликав до себе учнів, вибрав з-поміж них апостолів та послав їх проповідувати «Царство Боже». Важливим етапом було встановлення таїнств, зокрема хрещення, Причастя, Покути і священства. Перед смертю Ісус Христос заповів своєму учневі Петру, що на ньому Він збудує «Церкву Свою» і заповів Петрові «ключі» «від Царства Небесного»
Кульмінаційним моментом християнства вважається мученицька смерть і воскресіння Христове. Християни вважають, що саме завдяки жертвенній смерті Ісуса Христа кожна людина отримала можливість спасіння, а згідно зі словами самого Ісуса «ніхто не приходить до Отця, як тільки через мене». Воскресіння Христа нерозривно пов'язується з майбутнім воскресінням мертвих, «бо як не воскреснуть мертві, то і Христос не воскрес. А як Христос не воскрес, то марна віра ваша, — ви ще у гріхах ваших»
Вознесіння та сходження Святого Духа є завершальним етапом творення Церкви, вважається, що з цього моменту Христос постійно діє у Церкві через Святого Духа. Першими священиками стали апостоли, яким Ісус перед вознесінням заповідав зробити учнями «всі народи, христячи їх в ім'я Отця і Сина і Святого Духа», обіцяючи бути з ними «по всі дні аж до кінця віку». В свою чергу, апостоли надавали священицьку владу іншим, настановляли їх єпископами, заповідаючи їм наступне: 
| «Пильнуйте себе та всієї отари, в якій Святий Дух вас поставив єпископами, щоб пасти Церкву Божу, яку власною кров'ю набув Він»[17] |

## Єдність і розколи церкви
Христос заповідав християнам єдність, про що, зокрема свідчать такі слова:

| «Та не тільки за них Я благаю, а й за тих, що ради їхнього слова ввірують у Мене, щоб були всі одно: як Ти, Отче, в Мені, а Я у Тобі, щоб одно були в Нас і вони, щоб увірував світ, що Мене Ти послав.»[18] |Богослови також наголошують на тому, що слово церква в Біблії вживається в однині, зокрема й Ісусом у заповіті апостолові Петрові. Апостол Павло застерігав християн, «щоб ви всі говорили те саме, і щоб не було поміж вами поділення, але щоб були ви поєднані в однім розумінні та в думці одній!».
Проте історія християнської церкви засвідчила декілька розколів, що можна прослідкувати з наступної таблиці:

спрощена схема церковних розколів

Найбільшим в історії християнської церкви став Розкол 1054 року, що розділив християнство на дві великі конфесії — католицизм і православ'я. В період реформації від католицизму відокремився протестантизм, який в свою чергу також поділився на кілька течій. Внутрішні церковні розколи відбувалися і всередині найбільших конфесій, наприклад Папська схизма в кінці XIV століття, або поява «неканонічних» православних церков.
Протягом історії неодноразово здійснювались спроби подолання церковних розколів. Так, Папська схизма була подолана на Констанцькому соборі. Спроби подолання розколу між католицизмом і православ'ям були здійснені на Флорентійському соборі. Флорентійська унія була підписана, зокрема, Константинопольським патріархом Йосифом II і митрополитом Київським і всієї Руси Ісидором, проте ця унія не була визнана московським духовенством, а пізніше від неї відмовились і інші східні православні церкви. Намаганням об'єднання християн католицькі богослови вважають Берестейську унію 1596 року, результатом якої стало виникнення української греко-католицької церкви, в той же час на думку істориків ця унія поглибила розкол суспільства, започаткувала нову площину розшарування
У XX столітті рухом за зближення церков стає екуменізм. Переломним в історії православно-католицьких відносин став 1965 рік, коли Патріарх Константинопольський Афінагор I і Папа Римський Павло VI скасували взаємні анафеми, накладені 1054 року. Проте екуменічний рух має як прихильників, так і супротивників, наприклад протоєрей Олександр Лєбєдєв ввадажає екуменізм «духовною хворобою»

## Межі церкви

### Межі церкви в Біблії
Образ тіла, вказуючи на органічну єдність вірних зі своїм главою Христом і між собою (Рим. 12:5), разом з тим передбачає існування межі (границі), яка відділяє їх від решти людства. Неможливо брати участь у житті тіла, не будучи його членом. Тих, хто належить до Церкви, ап. Павло називає «внутрішніми», протиставляючи їм синів світу цього як «зовнішніх» (1 Кор. 5:12–13). Разом з тим можливі випадки, коли при збереженні видимої приналежності до Церкви фактично людина опиняється поза Нею (пор.: 1 Кор. 5:1–11). Тобто сам факт вступу до Церкви через хрещення ще не гарантує незмінної участі у властивому Їй благодатному житті. Дар Христовий повинен бути не тільки збережений, але й примножений (пор.: Мт. 25:14–27). Він вимагає динамічного сприйняття і невпинного розвитку, «зігрівання» (2 Тим. 1:6) перш за все через дотримання заповідей (Ін. 15, 10) і достойне євхаристійне причастя (Ін. 6, 56). Навпаки, відступаючи від євангельської правди, людина знову стає заручником світу цього, робиться «рабом тління» (2 Петр. 2, 19-21) і тим самим вивергається з Тіла Церкви (Ін. 15, 6). Відпадіння від Церкви не завжди пов'язане з відлученням як видимим церковним актом (1 Кор. 5, 2, 5, 13), відпадіння від Тіла Христового може бути й невидимими (пор.: Об. 3, 1). Однак розрив з Церквою не є незворотнім. Через покаяння дар Христового життя може бути відновлений (пор.: Об. 3, 3), це дозволяє припустити, що якийсь таємничий зв'язок між Церквою і відпалим від неї грішником усе ж зберігається.

### Межі церкви в православ'ї
Згідно православному катехизису митрополита Філарета (Дроздова), «Церква це — встановлене від Бога суспільство людей, які з'єднані православною вірою, Законом Божим, священноначаллям і Таїнствами». Згідно з найпоширенішою точкою зору вважається, що Вселенська церква збігається з межами світового православ'я, а ті що знаходяться поза її канонічних кордонів можуть належати до неї «невидимо» (в цьому принципова відмінність православного і католицького екуменізму, який говорить про невидиме членство видимої Церкви (православної або католицької відповідно), від протестантських екуменічних концепцій — «теорії гілок» і «невидимої церкви»).

Згідно з «Основними принципами ставленню до інослав'я РПЦ»,
|                                                      | 1.15. Православна церква устами святих отців стверджує, що спасіння може бути знайдене лише в Церкві Христовій. Але в той же час громади, що відпали від єдності з Православ'ям, ніколи не розглядалися як повністю позбавлені благодаті Божої. Розрив церковного спілкування неминуче призводить до пошкодження благодатного життя, але не завжди до повного її зникнення у громадах що відокремилися. Саме з цим пов'язана практика прийому до Православної церкви тих хто приходить з інославних спільнот не тільки через Таїнство Хрещення. Незважаючи на розрив єднання, залишається якесь неповне спілкування, що служить запорукою можливості повернення до єдності в церкві, в кафоличну повноту і єдність. 1.16. Церковне становище тих які відокремилися не піддається однозначному визначенню. У розділеному християнському світі є деякі ознаки, його об'єднують: це Слово Боже, віра в Христа як Бога і Спасителя який був прийшов у тілі (1 Ін. 1, 1-2; 4, 2, 9), і щире благочестя. 1.17. Існування різних чинів прийому (через Хрещення, через Миропомазання, через Покаяння) показує, що Православна Церква підходить до інославних конфесій диференційовано. Критерієм є міра збереження віри і устрою Церкви і норм духовного християнського життя. Але, встановлюючи різні чини прийому, Православна церква не виносить суду про міру збереження або пошкодження благодатного життя в інослав'ї, вважаючи це таємницею Промислу і суду Божого. |
| — 1. Единство Церкви и грех человеческих разделений, | |

При цьому дискусійним є наявність апостольського спадкоємства в інославних сповіданнях, які зберегли формальний канонічний лад, дійсного священства, а значить, і благодатності інших таїнств. Вчення про наявність апостольського спадкоємства поза православною церквою засноване на вченні про дійсність єретичного хрещення в ім'я Трійці, вчиненого з метою зробити людину частиною церкви (4 канон, розділ «Про Хрещення», 7 сесія, 19 Вселенського собору — Тридентського собору); а також на документах Флорентійського собору, буллі паи Євгена 8–22 листопада 1439про незгладимість священства. Вперше вчення про незгладимість священства формулюється в православ'ї на Україні в XVII столітті, у великому катехізисі Лаврентія Зизанія Тустановського, потім свт. Петро Могила у своєму Требнику викладає вже вчення про наявність апостольського передання поза православ'ям. У новітній час в Росії цю точку зору відстоювали патр. Сергій (Страгородський) і прот. Сергій Булгаков.
Відповідно до такого погляду, що збігається з сучасним офіційним вченням католицької церкви, до церкви невидимо причетні не тільки окремі інославні християни в силу їхньої віри і благочестя, а й ті які зберігають неушкодженим передання хіротоній через те що у них дійсні таїнства. Однак викладена вище офіційна позиція РПЦ залишає це питання відкритим, посилаючись на «таємницю Промислу і суду Божого». Різко звужував межі церкви Іларіон (Троїцький). Миколай Афанасєв висловлювався навпаки в протилежному руслі.
З плином часу, коли з'являлися все нові й нові єресі й спотворення у вірі, і церква поступово в процесі вирішення виниклих складностей і непорозумінь виробляла й відточувала Свою точку зору, як на самі єресі, так і на Саму Себе, на Свої суттєві ознаки та границі Свого містичного тіла.

## Християнські церкви сьогодні
Загалом близько 2 106 962 000 людей із 238 країн світу або 33 % земного населення вважають себе християнами.
На сьогоднішній день в християнській церкві, як спільноті виділяють 3 основних течії: католицизм, протестантизм, православ'я, та низку дрібніших.
Католицизм представлений римо-католицькою церквою та рядом Східних католицьких церков. На чолі католицької церкви стоїть Римський єпископ — Римський Папа.
Православ'я представлено 15 автокефальними церквами, що мають між собою євхаристійне спілкування, а також рядом церков, які не визнаються цими 15 церквами.
Як єдиної в адміністративно-організаційному плані протестантської церкви не існує. Ця течія представлена сотнями течій, з чисельністю від сотні членів до багатомільйонних спільнот. В цьому напрямі існують безліч відгалужень зокрема: адвентисти, англікани, баптисти, кальвіністи, лютерани, п'ятидесятники, харизмати та безліч інших.
Суть християнського віровчення є викладена в 12 постулатах Символу віри, який виголошується тими хто вступають в християнську церкву через обряд Хрещення, що вважається духовним перенародженням та омиттям від гріхів через Христову Кров. В православній і католицькій церквах Символ віри виголошується вірними християнами під час кожного богослужіння з Причастя.

## Вчення про церкву у Біблії
Біблія описує церкву Христову як небесно-земний організм, в якому віруючі таємничим чином з'єднуються з Христом. Христос створив і освятив церкву Своїми хресними стражданнями. Він управляє її життям. Церква — це Царство добра. Її мета — морально  відроджувати людей: учити, освячувати і привертати до добра. Духовне відродження досягається зусиллями самої людини, і, одночасно, за допомогою благодатної сили Христової, подається в таїнствах, богослужіннях і приватній молитві.
Як людина складається з тіла і душі, так і церква має видиму і невидиму сторони. Невидиме в ній — дія благодаті Христової, духовне вдосконалення віруючих і її небесна частина — церква Торжествуюча. Тут багато що — не піддається дослідженню. Видима сторона церкви — це її учення, ієрархія, церковні собори, храми, богослужіння, закони, вся канонічна структура помісних церков.
Люди в церкві покликані спасатися не поодинці або як доведеться, але в Христовому царстві. Віруючі покликані сприяти спасінню один одного, і цим вчаться упокорюватися і любити. Гріх і помилки — кладуть початок роз'єднання, а істина, благодать Божа і любов — це те, що сполучує. У церкві люди знаходяться на різних духовних рівнях. Ті, які досягли більшої досконалості, повинні допомагати своїм немічним побратимам. Християни вірять що сам Господь встановив порядок, в якому одні навчають, інші навчаються.
У церкві християнин пізнає істину і освячується благодаттю Духа Святого. У таїнстві Причастя він входить в реальне спілкування з Христом, Сином Божим, що втілився, через Нього робиться причасником Божественного єства. У цьому таємничому спілкуванні з Богом людина отримує сили боротися з гріхом  любити Бога і ближніх .
У Священному Писанні церква іменується Царством Божим, або Царством Небесним. Воно складається з людей, що духовно відроджуються. Церква має свого — небесного Царя, Господа Ісуса Христа, Сина Божого, має свої межі, закони, певну внутрішню структуру, служителів (ієрархію) і своїх віруючих. Без цих якостей вона була б не царством, а чимось безформним і невизначеним. Християнин користується привілеями громадян духовного Царства, до якого він належить, але разом з тим він повинен прагнути бути корисним членом Церкви і сприяти загальному благу .
Священне Писання говорить про церкву, як про Царство Боже в наступних місцях: (Мф. 3: 2), (Мф. 4: 17, 9), (Мф. 6: 10), (Мф. 6: 33), (Мф. 9: 35), (Мф. 18: 3), (Мк. 10: 14 — 15), (Лк. 12: 32), (Лк. 17: 21), (Ін. 3: 5, (Ін. 18: 36), (Рим. 14: 17), (1 Кор. 4: 20), (Кол. 1: 12 — 22).
Часто Свої повчання Спаситель починав словами: «Царство Боже подібне до…». «Ісус Христос ходив по всіх містах і селищах, учивши в синагогах і проповідуючи Євангеліє Царства», — благу звістку про настання Царства Божого (Мф. 9: 35). Таким чином, християни вірять що люди покликані спасатися не індивідуально, не розрізнено, але спільно, як одна сім'я, користуючись тими благодатними засобами, якими Христос наділив Своє Царство.
Умови для вступу до Царства: «Покайтеся, наблизилося бо Царство Небесне» (Мф. 4: 17). Вхід в це Царство можливе тільки через таїнство Хрещення, в якому людина народжується для духовного життя: «Якщо хто не народиться водою і Духом, не може увійти в Царство Боже. Народжене від плоті є плоть, а народжене від Духа є дух» (Ін. 3: 5). Смирення, віра, послух і прагнення до добра — це необхідні для християн якості. «Блаженні убогі духом» (покірливі) — це перша заповідь Христова. «Якщо ви не навернетесь і не будете як діти, не ввійдете у Царство Небесне» (Мф. 18: 3). «Дозволяйте дітям приходити до Мене, і не забороняйте  їм; бо таких є Царство Боже. Істинно кажу вам: Хто не прийме Царства Божого, як дитина, той не ввійде в нього» (Мк. 10: 14–15).
Кожна притча про церкву розкриває яку-небудь сторону її життя, в своїй же сукупності вони навчають про єдність церкви: один овечий двір, один виноградник, одна лоза, один Ноїв ковчег, одне Тіло, одна будівля і так далі. Як Бог єдиний, а душа неподільна, так і  церква повинна бути єдиною і неподільною, зберігаючи свою суть і єдність впродовж усього свого існування.
Церква — зерно, що виросло над землею в могутнє дерево (Мф. 13: 31–32). Тут показується внутрішня життєва сила Царства Божого, як прообраз швидкого зростання церкви. «Царство Небесне подібно до гірчичного зерна, яке взяв чоловік і посіяла на полі своїм. Воно, хоч і найменше з усіх зерен, але, коли виросте, бувае більше за будь-яке зілля і стає деревом, так що птахи небесні прилітають і ховаються у гілках його» (Мф. 13: 31–32). Проходячи стадії свого розвитку, дерево дещо міняє свій вигляд, але не суть. Так само і церква на своєму історичному шляху проходила через різні фази зміни зовнішнього церковного життя і богослужбової практики: мінялися форми управління помісних церков, удосконалювалися богослужіння, з'являлися нові благочестиві звичаї, свята і пости, виникали нові молитви і церковні мелодії, уточнювалося формулювання християнських істин з використанням нових філософсько-релігійних термінів, але суть вчення Христового і сила благодаті залишилися тими ж, що і при апостолах.
Церква — виноградник: (Мф. 20: 1–10); (Мф. 21: 33–46); (1 Кор. 3: 6–9). Це образне розуміння Царства Божого виникло ще в Старому Завіті. Мета виноградника приносити Богові плоди віри і добрих справ. Потрібні робітники-виноградарі, що піклуються про примноження плодів у саду, тобто потрібна церковна ієрархія, священство. Старозавітні виноградарі виявилися невірними. «Що зробить з ними господар виноградника? Прийде і погубить виноградарів тих, і віддасть виноградник іншим» (Лк. 20: 9 — 16). Христос замінив старозавітне священство новозавітніми пастирями і вчителями. Порівняння, близьке до попереднього церква — сад: «Я насадив, Аполлос поливав, а зростив Бог; а тому і хто насаджує, і хто поливає є ніщо, а все Бог, який вирощує» (1 Кор. 3: 6–7).
Церква — лоза. Цим образним порівнянням виявляється наявність органічного зв'язку між Христом і віруючими, від Якого вони отримують духовні сили. «Я істинна виноградна лоза, а Отець Мій — виноградар. Всяку гілку в Мене, Він відсікає, що не плодоносить, і всяку, що плодоносить, очищає, щоб більше  принесла плоду. Ви вже очищені через слово, яке Я проповідував вам. Перебувайте в Мені, і Я у вас» (Ін. 15: 1–3).
Таємничий союз, єднання, Бога і людей здійснюється в Причасті Його Тіла і Крові. Для того Син Божий і втілився, щоб через Свою Людську природу з'єднати нас з Божественною. Про необхідність Причастя Господь детально роз'яснив в Своїй розповіді про Хліб Життя: «Якщо не будете споживати Плоті Сина Людського і не питимете Його Крови, то не будете мати життя в собі. Хто їсть Мою Плоть і  п'є Мою Кров, має життя вічне, і Я воскрешу його в останній день» (Ін. 6: 53 — 54). Навчивши Своїх учнів необхідності підтримувати єдність з Собою, Господь у Великий Четвер, напередодні Своїх хресних страждань, встановив і саме таїнство Причастя, повелівши апостолам: «Це чиніть на спомин про мене» (Лк. 22: 19)
Ап. Павло роз'яснює, що Причастя є справжнє з'єднання із Христом: «Чаша благословення, яку ми благословляємо, чи не є приєднання Крови Христової? Хліб, який ми переломлюємо, чи не є приєднання Тіла Христового? Один хліб, і нас багато — одне тіло; бо всі причащаємось від одного хліба. Бо я від Господа прийняв те, що і вам передав…» (1 Кор. 10: 16–17, 11: 23–27).
Церква — Тіло Христове. У таїнстві Євхаристії віруючі з'єднуються із Христом, тобто відбувається актуалізація Святої Тайної Вечері віруючі і стають членами Тіла Христового — Церкви: (Еф. 1: 10), (Еф. 1: 22–23), (Еф. 3: 6), (Рим. 12: 4–8), (Кол. 1: 18), (Кол. 2: 9, 19), (Еф. 5: 22–33). У кожного віруючого, як у члена тіла, є своє призначення (необхідне цілому), всі віруючі залежать один від одного і потребують взаємної допомоги . «Бо, як в одному тілі маємо багато членів, але не всі члени виконують однакові дії, так багато нас становимо одне тіло у Христі, а окремо один одному є члени. І як, за даною нам благодаттю, маємо різні дарування, то, якщо маєш пророцтво, пророкуй за мірою віри; якщо маєш служіння, перебувай у служінні; якщо учитель, — у навчанні; якщо утішитель, утішай; хто роздає, роздавай у простоті; начальник, начальствуй зі старанністю; хто милосердствує, милосердствуй зі щирістю» (Рим. 12: 4–8).
Церква — овечий двір: (Ін. 10: 1–16), (Лк. 12: 32), (1 Пет. 5: 1–5). Двір захищений, і Христос оберігає віруючих, що знаходяться всередині огорожі, від вовка (диявола і його слуг).
Церква — поле, на якому, окрім пшениці проростає і кукіль. Тут роз'яснюється, що спокуси в церкві неминучі до дня Страшного суду. Винуватець спокус — диявол, але і люди несуть частину провини, тому що недбайливі. «Залиште рости разом те і те до жнив; а в жнива я скажу женцям: зберіть спершу кукіль і зв'яжіть його у снопи, щоб спалити, а пшеницю зберіть у  житницю мою» (Мф. 13: 25–30).
Церква — будівля (храм або будинок) (Мф. 21: 43), (Рим. 9: 33), (Еф. 2: 19–22), (1 Кор. 3: 10–11), (1 Тим. 3: 15), (2 Тим. 2: 19–21). Тут розкривається сила Церкви. У кожного віруючого, як частини цілого, є своє призначення. Христос — основа Будівлі: Христос — «Камінь, що занедбали будівничі, став в основу» (Мф. 12: 42, Пс. 117: 22–23). «Ось, кладу в Сионі  камінь спотикання і камінь спокуси; але кожний, хто вірує в Нього, не осоромиться» (Рим. 9: 33; Іс. 28: 16; Іс 8: 14). Віруючі складають храм Божий: «Я, за даною мені від Бога благодаттю, як мудрий архітектор, поклав основу, а інший будує на ній; але нехай кожний пильнує, як він будує. Бо ніхто не може покласти іншої основи, крім покладеної, яка є Ісус Христос» (1 Кор. 3: 10–11), — писав ап. Павло християнам — «Ви вже не чужі і не пришельці, а співгромадяни святим і свої Богові, утверджені на основі апостолів і пророків, маючи наріжним каменем Самого Ісуса Христа, на Якому вся будівля, складаючись злагоджено, зростає у святий храм у Господу, на якому і ви будуєтесь Духом на оселюБожу» (Еф. 2: 19–22).
Церква — гора (Іс. 2: 2–3), (Іс. 11: 1–10), (Дан. 2: 34), (Іоїл. 3: 17), (Авд. 1: 17), (Зах. 8: 3), (Євр. 12: 22–24). Тут розкривається велич і непохитність церкви, порівняно з якою земні царства — горбики, жалюгідні насипи. Розкривається і призначення церкви: вести віруючих до Небесного Царства.
Церква — єдина (Мф. 12: 30), (Ін. 17: 11–21), (Єф. 4: 3–6), (1 Кор. 10: 17). «Хто не зі Мною, той проти Мене; і хто не збирає зі Мною, той марнує» (Мф. 12: 30). Христос перед Своїми стражданнями молився: «Отче Святий! Збережи їх в ім'я Твоє, тих, кого Ти дав Мені, щоб вони були єдине, як і Ми. Освяти їх істиною Твоєю, слово Твоє є істина. І за них Я освячую Себе, щоб і вони були освячені істиною. Щоб усі були єдине: як Ти, Отче, в Мені, і Я в Тобі, так і вони нехай будуть в Нас єдине, — щоб увірував світ, що Ти послав Мене» (Ін. 17: 11–21). Єдність Церкви здійснюється в соборності — гармонійній взаємодії віруючих, в якій духовні якості одного доповнюють духовні якості іншого, «де немає ні елліна, ні юдея, ні обрізання, ні необрізання, варвара, скіфа, раба, вільного, але все і у всьому Христос» (Кол. 3: 11). Зовнішні ознаки: національність, мова, соціальне положення і тому подібне — не такі важливі.